# Stinson L-5 Sentinel
 (décembre 2017).
Si vous disposez d'ouvrages ou d'articles de référence ou si vous connaissez des sites web de qualité traitant du thème abordé ici, merci de compléter l'article en donnant les références utiles à sa vérifiabilité et en les liant à la section « Notes et références ».
Le Stinson L-5 Sentinel était un avion de liaison de la Seconde Guerre mondiale utilisé par toutes les branches de l’armée américaine et par la Royal Air Force britannique.
Avec le Stinson L-1 Vigilant, le L-5 a été le seul avion de liaison américain de la Seconde Guerre mondiale qui a été spécialement conçu pour un usage militaire et il n’eut donc aucun homologue civil. Tous les autres avions de liaison militaires utilisés au cours de la Seconde Guerre mondiale étaient des modèles civils légèrement modifiés « sur le tas ».
Au moins 2 exemplaires ont été utilisés en France par l'armée de terre.

## Développement
Les origines du L-5, familièrement appelé la Jeep volante (en anglais : Flying Jeep) remontent au Stinson HW-75, un avion civil d'avant-guerre de 75 chevaux avec une configuration à ailes hautes. Il était construit à Wayne au Michigan par la Stinson Aircraft Company et effectua son premier vol en 1939.
Le L-5 avait deux sièges côte à côte à l'avant et un troisième de type « strapontin » à l'arrière sur lequel un petit passager pouvait s'asseoir en travers. L'avion était facile à piloter et il était difficile de le faire décrocher ou le mettre en vrille. Peu de temps après la mise en service du HW-75, Stinson est devenue une filiale de la Vultee Aircraft corporation. Sous la direction de Vultee, le modèle de 1940 du HW-75 fut équipé d'un moteur quatre cylindres de 80 chevaux et devint le Model 105 Voyager, vantant sa vitesse de croisière de 240 km/h. Rééquipé d'un moteur Franklin quatre cylindres de 90 chevaux en 1941, il devint le modèle « 10A ». Après la guerre, le fuselage du modèle 10A fut agrandi pour abriter quatre sièges et le moteur quatre cylindres remplacé par un moteur Franklin six cylindres développant 150 chevaux. Cette transformation donna le Stinson modèle 108 Voyager qui fut le seul avion civil produit par Stinson après la Seconde Guerre mondiale.
Six exemplaires du modèle 105 Voyager ont été équipés de moteurs Franklin O-200 de 100 chevaux et fournis à l'armée américaine pour des essais sous la désignation expérimentale « YO-54 ». Ce dernier fut évalué par l'Armée de terre et le corps aérien de l'armée de terre en 1940 pour une utilisation potentielle en tant qu'avion d'observation à court rayon d'action mais à faible coût, mais il ne respecta pas leurs critères de performance. Le Voyager fut ensuite entièrement repensé par Stinson pour donner un avion à sièges tandem qui satisferait au cahier des charges de conception exigé. Le prototype, désigné par le modèle « V-76 » par Vultee/Stinson, a été accepté par l'Armée américaine après les essais de service accélérés et est entré en service en décembre 1942 sous le code « Army O-62 » (le « O » signifiant « Observation »). En mars 1943, avec la création de la catégorie « avion de liaison pour avion léger d'observation », sa désignation a été modifiée en « L-5 ». L'objectif principal comme avion de liaison était le transport du courrier et les communications avec les Forces aériennes de l'Armée de terre des États-Unis (USAAF), et des repérages d'artillerie pour les forces terrestres de l'armée.
Les derniers modèles ont été redessinés avec un fuselage plus large et plus profond et une porte arrière qui permettait d'embarquer un patient sur une civière.[réf. souhaitée]
Le L-5 a été fabriqué de décembre 1942 à septembre 1945. Durant cette période, 3 590 avions biplace non armés ont été produits pour les forces armées des États-Unis, le plaçant au deuxième rang des avions légers de reconnaissance les plus utilisés durant la Seconde Guerre mondiale derrière le Piper L-4 Cub.

## Construction

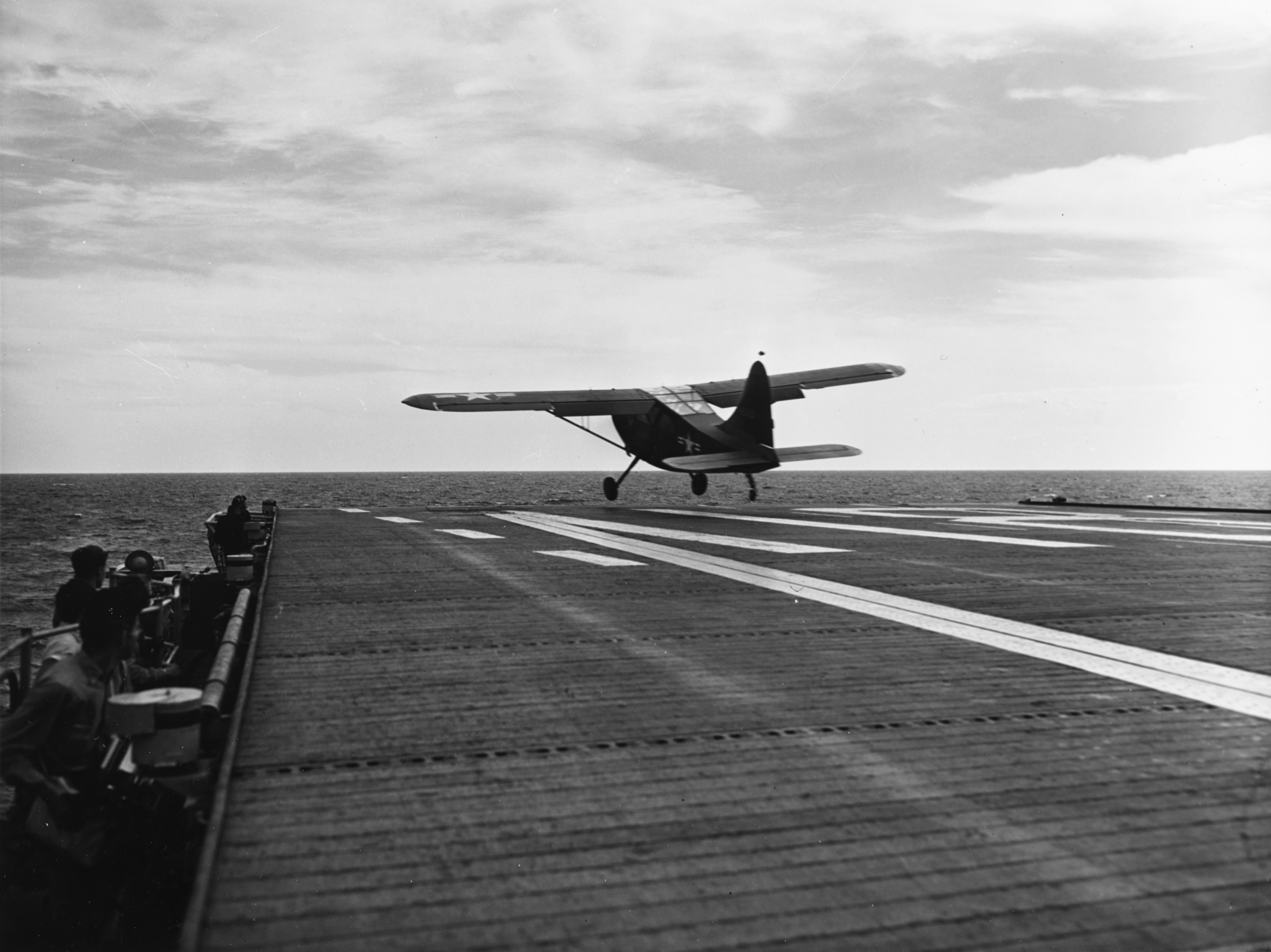
Un L-5 décollant du porte-avions d'escorte le 22 septembre 1950 durant la guerre de Corée.

Le fuselage était constitué d’une structure en tubes d’acier au chrome-molybdène recouverte d’un tissu de coton armé, et pour les ailes et l’empennage, des longerons en épicéa, nervures et revêtements en contreplaqué entoilé. L'utilisation de l'aluminium qui était réservé en priorité aux autres avions a été limité aux capot-moteur, cône de queue, supports d'ailerons, gouvernail et carénage du train d'atterrissage. Le L-5 était propulsé par un moteur six cylindres Lycoming O-435 de 190 chevaux.

## Variantes
Cinq versions du Sentinel ont été produites pour la United States Army Air Forces (USAAF) : le L-5, L-5B, L-5C, L-5E et le L-5G. Une version non officielle L-5A, souvent mentionnée, était destinée à une version de l'avion qui n'a jamais été construite néanmoins, de nombreuses personnes dans et hors de l’armée se réfèrent toujours à la version standard « observateur » du L-5 comme étant le « L-5A ». Tout comme le L-5A, le L-5D est une version planifiée qui n’a pas été adoptée.
Un L-5F est un L-5B équipé d’un dispositif expérimental à faible bruit dit « furtif » de l'hélice et du système d’échappement construits à des fins de recherche. Une version L-5H était sur les planches à dessin à Stinson lorsque la guerre a pris fin et n’atteignit jamais le stade de prototype.
Le L-5 emportait un pilote et un observateur dans une configuration de sièges en tandem, qui a été préféré par les militaires pour le travail d'observation. Les modèles L-5B à L-5G ont été modifiés pour transporter un patient sur une civière ou une cargaison légère, ou un passager sur un siège arrière, assis en position normale.
Les L-5 à L-5E, et la version appelée « OY-1 »  avaient un système électrique 12 volts. La version 24 volts du L-5G est devenue le « OY-2 ». Ni le L-5G, ni le OY-2 n’ont vu le combat pendant la Seconde Guerre parce que sa production n’avait pas commencé avant juillet 1945, soit quelques semaines avant la fin de la guerre, mais ils ont été largement utilisés pendant la guerre de Corée. La RAF britannique s’est procuré 40 L-5 et 60 L-5B et les a appelés respectivement « Sentinel I » et « Sentinel II ». Ces avions servirent exclusivement dans des opérations en Inde et en Birmanie.
O-62Avion de liaison et d’observation pour l’artillerie. Il utilisait un moteur Lycoming 0-435-1 et 275 unités furent construites.
L-5Avion d’observation pour l’artillerie et de liaison. 1 538 unités furent construites et 79 transférés au USN/USMC sous la désignation « 0Y-1 ».
L-5AL-5 avec un système électrique de 24 V et un moteur de 200 ch — version abandonnée en cours de conception.
L-5B729 avions avec une trappe arrière du fuselage pour permettre le chargement d’un brancard ou de cargaison; possibilité biflotteur — 60 furent transférés à la RAF en tant que Sentinelle Mk II et 40 transférés à la USN/USMC sous la désignation « 0Y-1 ».
L-5C200 L5-B équipés de caméras de reconnaissance « K-20 ».
L-5DAbandonné en cours de conception — aucun prototype ne fut construit.

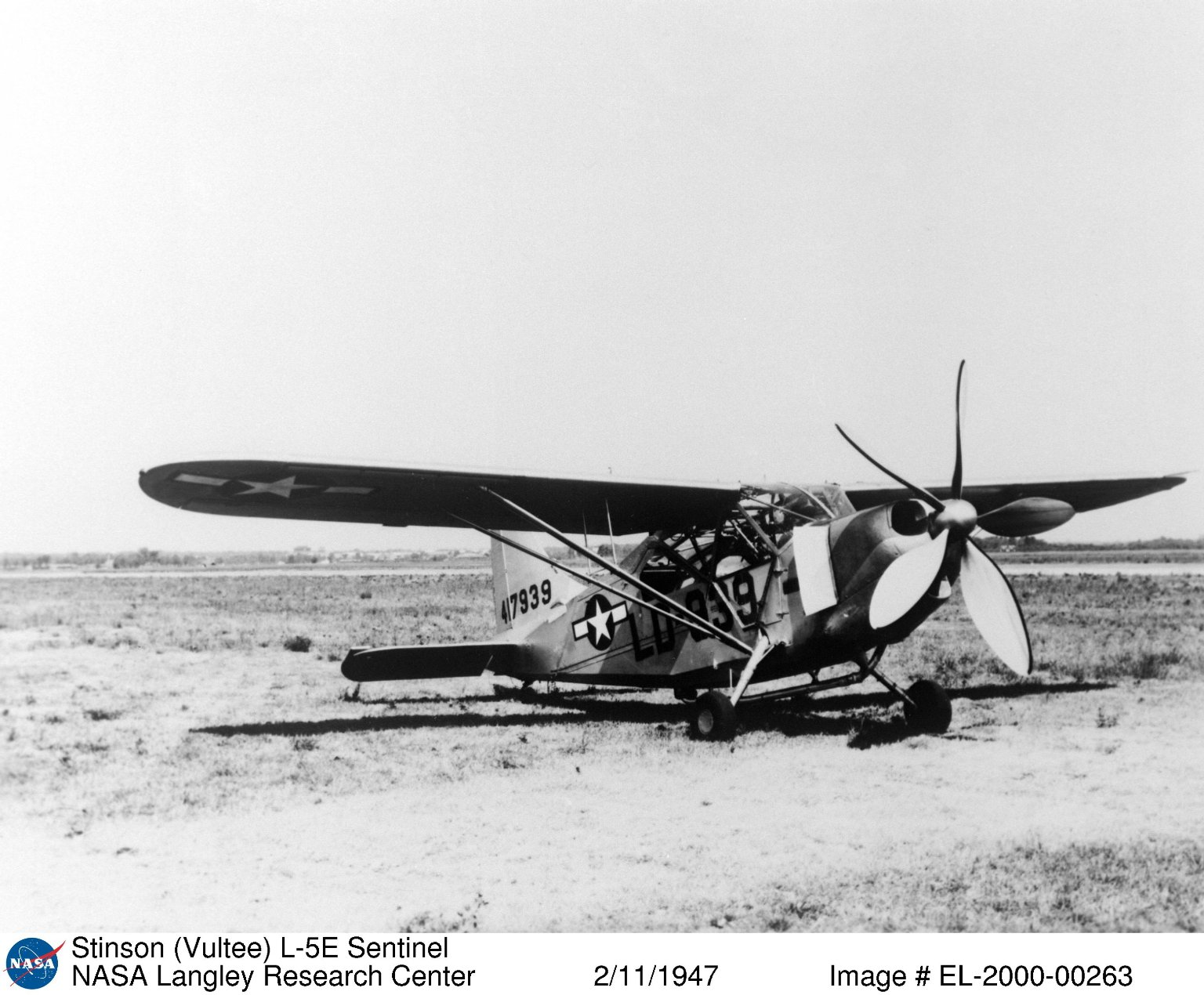
L-5E avec les modifications « Quiet Flight » à Langley.

L-5E750 ADAC — une version avec des pneus et freins plus importants et des ailerons tombants permettant des décollages et des atterrissages plus courts; 152 transférés au USN/USMC sous la désignation « OY-1 ». Trente appareils furent modernisés plus tard avec un système électrique de 24 volts et renommés « 0Y-2 ».
L-5GCellule L-5E motorisée Lycoming 0-435-11 de 190 ch avec cylindres et carburateur amélioré équipé d’une hélice à pas variable; 115 construits à la fin de la guerre, les 785 restants ayant été abandonnés. Système électrique en 24 V. La production finale fut renommée « U-19B » en 1962.
XL-5Prototype de test pour évaluer le moteur Lycoming 0-435-2.
U-19AVersion toujours en service et renommée « U-19B » en 1962.
U-19BUn L-5E utilisé comme remorqueur de planeurs par l’United States Air Force Academy en 1962.
0Y-1306 L-5 et L-5B transférés au Corps des Marines des États-Unis et à la Marine américaine.
0Y-2152 L-5E transférés au USN/USMC; 30 0Y-1 furent modernisés avec un système électrique de 24 V.
Sentinel Mk I40 L-5 fournis sous crédit-bail à la RAF via le programme Prêt-Bail des États-Unis.
Sentinel Mk II60 L-5B fournis sous crédit-bail à la RAF via le programme Prêt-Bail des États-Unis.
L5/235Version motorisée avec un moteur Lycoming O-540-B de 235 ch utilisé comme remorqueur de planeurs.

## Opérateurs
Australie
- Force aérienne royale australienne — La RAAF a exploité un L-5 loué à la USAAF. L’avion fut en service de 1944 à 1946.

 Italie
- Aeronautica Militare

 Japon
- Force terrestre d'autodéfense japonaise

 Corée du Sud
- Force aérienne de la République de Corée

 Philippines
- Corps aérien (en) des Forces armées philippines (1945 à 1947)
- Force aérienne philippine

 Taïwan
- Force aérienne de la république de Chine

 Thaïlande
- Force aérienne royale thaïlandaise

 Royaume-Uni
- Royal Air Force
  - 27e escadron de l’Aviation royale britannique (en)
  - 117e escadron de l’Aviation royale britannique (en)
  - 194e escadron de l’Aviation royale britannique (en)

 Suisse
En décembre 1944 un pilote de l'USAF se pose en campagne en Suisse à cause des conditions atmosphériques. L'avion est interné, réparé, immatriculé A-96 et utilisé comme avion de liaison. En 1945 il est rendu aux USA qui le vendent aussitôt à la société Alpar SA de Berne qui l'utilise comme avion école sous l'immatriculation HB-TRY.
 États-Unis
- Civil Air Patrol (CAP)
- Forces aériennes de l’Armée des États-Unis (USAAF)
- Force aérienne des États-Unis (USAF)
- Corps des Marines des États-Unis
- Marine des États-Unis

## Télévision
On peut voir à plusieurs reprises un L-5 de liaison dans la célèbre série TV Les têtes brûlées. L’appareil sert d’avion de liaison au colonel Lard et il est détruit dans l’épisode 8 de la saison 2 par un commando japonais attaquant la base des « Têtes brûlées ».

### Développement lié
- Stinson Voyager